# Waldemar Victorino
Waldemar Victorino (castellà: Waldemar Barreto Victorino)  (Montevideo, 22 de maig de 1952 - Montevideo, 29 d'agost de 2023) fou un futbolista uruguaià de la dècada de 1970.
Fou 33 cops internacional amb la selecció de l'Uruguai. Pel que fa a clubs, defensà els colors de Cerro, River Plate de Montevideo, Nacional, Cagliari Calcio o Newell's Old Boys.